# Johann Junglas
Johann(es) „Hans“ Junglas (* 12. Februar 1898 in Wirfus; † 8. November 1963 in Koblenz) war ein deutscher Politiker (Zentrum, später CDU).

## Leben und Beruf
Nach dem Schulbesuch absolvierte Junglas eine Gärtnerlehre in Koblenz, die er mit der Gehilfenprüfung abschloss. Anschließend übte er den Beruf des Gärtners aus. Seit 1920 war er als Sekretär bei den Christlichen Gewerkschaften (Landarbeiterverband und Berufsverband Deutscher Steinarbeiter) in Koblenz, Trier, Limburg an der Lahn und Mayen tätig. 1933 wurde er aus politischen Gründen entlassen. Während der Zeit des Nationalsozialismus arbeitete Junglas in der Privatwirtschaft und wurde als Büroangestellter in Koblenz beschäftigt. Von 1940 bis 1946 war er als Verwaltungsangestellter beim Arbeitsamt Koblenz tätig.

## Partei
Während der Zeit der Weimarer Republik war Junglas Mitglied der Zentrumspartei. Nach dem Zweiten Weltkrieg zählte er zu den Mitbegründern der Christlich Demokratischen Partei (CDP) in Koblenz, die 1947 im rheinland-pfälzischen Landesverband der CDU aufging.

## Abgeordneter
Junglas war vor 1933 Ratsmitglied der Stadt Koblenz und Kreistagsmitglied des Kreises Mayen. Außerdem gehörte er dem Provinziallandtag der Rheinprovinz an.
Junglas war 1945/46 Mitglied im Bürgerrat der Stadt Koblenz. Er war 1946/47 Mitglied der Beratenden Landesversammlung des Landes Rheinland-Pfalz und anschließend bis 1951 des Rheinland-Pfälzischen Landtages. Bei der ersten Bundestagswahl 1949 wurde er in den Deutschen Bundestag gewählt, dem er bis 1953 angehörte. Im Parlament vertrat er den Wahlkreis Ahrweiler. Von 1950 bis 1953 war er stellvertretendes Mitglied der Beratenden Versammlung des Europarates.

## Öffentliche Ämter
Junglas amtierte vom 1. Dezember 1946 bis zum 13. Juni 1947 als Minister für Gesundheit und Wohlfahrt in der von Ministerpräsident Wilhelm Boden geführten vorläufigen Regierung des Landes Rheinland-Pfalz. Anschließend übernahm er die kommissarische Leitung der Ministerien für Wohlfahrt, Wiederaufbau und Arbeit. Vom 9. Juli 1947 bis zum 14. Dezember 1949 war er erneut Minister für Gesundheit und Wohlfahrt in der von Ministerpräsident Peter Altmeier geleiteten Folgeregierung.
Junglas war von 1951 bis zu seinem Tode 1963, zunächst als Ministerialdirektor (seit September 1953) und seit Januar 1956 in der Funktion eines Staatssekretärs, Stellvertreter des rheinland-pfälzischen Sozialministers.

## Ehrungen
- 1958: Großes Verdienstkreuz mit Stern der Bundesrepublik Deutschland
- 1963: Großes Verdienstkreuz mit Stern und Schulterband der Bundesrepublik Deutschland
- Johannes-Junglas-Straße in Wirfus
- Johannes-Junglas-Straße in Koblenz
- Junglasstr. in Höhr-Grenzhausen
- Johannes-Junglas-Haus in Remagen-Oberwinter (bis zur Schließung des VdK-Ferienheimes im Oktober 1995)